# Tibor de Machula
Tibor de Machula (Kolozsvár, 30 juin 1912 - Abcoude, 18 décembre 1982) est un violoncelliste d'origine hongroise, installé aux Pays-Bas.

## Biographie
Machula naît à Kolozsvár en Autriche-Hongrie (aujourd'hui Cluj-Napoca en Roumanie). Il étudie le violoncelle avec Adolf Schiffer à Budapest. Dès ses 12 ans, il fait ses débuts soliste avec l'Orchestre philharmonique de Budapest. Il effectue d'abord une tournée en Italie et à 15 ans, il est invité à étudier à l'Institut Curtis de Philadelphie aux États-Unis avec Felix Salmond.
Après trois années en Amérique, il retourne en Europe, puis effectue des tournées en Afrique du Sud (1968), en Scandinavie ainsi que dans les Indes orientales néerlandaises.
En 1936, il est demandé en tant que premier violoncelle solo de l'Orchestre philharmonique de Berlin par Wilhelm Furtwängler, où il reste pendant onze années. De 1947 jusqu'à sa retraite en 1977, il est premier violoncelle solo de l'Orchestre du Concertgebouw d'Amsterdam. Outre son travail au sein des deux orchestres, Machula est aussi actif dans divers ensembles de musique de chambre et en tant que soliste et enseigne au Conservatoire d'Amsterdam.

## Discographie
- Bruch, Bloch, Lalo : Kol Nidrei, Schelomo, Concerto pour violoncelle - Residentie Orkest, dir. Willem van Otterloo (1951/1952, Philips 492 091-2) (OCLC 66662225)
- Lalo, Concerto pour violoncelle - Orchestre symphonique de Vienne, dir. Willem van Otterloo (années 1950, Philips)
- Schumann, Concerto pour violoncelle - Orchestre philharmonique de Berlin, dir. Wilhelm Furtwängler, (concert, 28 octobre 1942, « Dokumente » ou "Furtwängler Recordings 1942-1944. Vol. 2" Deutsche Grammophon) (OCLC 21886673 et 181335394)
- Schumann, Concerto pour violoncelle, Boccherini et Haydn, Concerto op. 101 - Orchestre symphonique de Vienne, dir. Rudolf Moralt et Bernhard Paumgartner (13 septembre 1954, novembre 1955, Philips 462 898-2)